# Seitenwagen-Weltmeisterschaft 2016
Die Seitenwagen-Weltmeisterschaft 2016 war eine von der FIM ausgetragene internationale Weltmeisterschaft für Motorradgespanne. Es wurden sechs Rennen mit insgesamt neun Läufen ausgetragen. Erlaubt waren Gespanne mit einem Hubraum von bis zu 1000 cm³, 600 cm³-Gespanne fuhren in der sogenannten Sidecar F2 World Trophy im Rahmen der Weltmeisterschaft mit.
Pekka Päivärinta wurde mit seiner Beifahrerin Kirsi Kainulainen auf einem LCR-BMW-Gespann Seitenwagen-Weltmeister.
Die 600er-F2-Wertung gewann Ben Birchall mit Beifahrer Thomas Birchall auf LCR-Honda.

## Punkteverteilung
Weltmeister wird derjenige Fahrer beziehungsweise der Hersteller, der bis zum Saisonende die meisten Punkte in der Weltmeisterschaft angesammelt hat. Bei der Punkteverteilung werden die Platzierungen im Gesamtergebnis des jeweiligen Rennens berücksichtigt. Die fünfzehn erstplatzierten Fahrer jedes Rennens erhalten Punkte nach folgendem Schema:
| Punkteverteilung | Punkteverteilung | Punkteverteilung | Punkteverteilung | Punkteverteilung | Punkteverteilung | Punkteverteilung | Punkteverteilung | Punkteverteilung | Punkteverteilung | Punkteverteilung | Punkteverteilung | Punkteverteilung | Punkteverteilung | Punkteverteilung | Punkteverteilung |
| ---------------- | ---------------- | ---------------- | ---------------- | ---------------- | ---------------- | ---------------- | ---------------- | ---------------- | ---------------- | ---------------- | ---------------- | ---------------- | ---------------- | ---------------- | ---------------- |
| Platz            | 1                | 2                | 3                | 4                | 5                | 6                | 7                | 8                | 9                | 10               | 11               | 12               | 13               | 14               | 15               |
| Punkte           | 25               | 20               | 16               | 13               | 11               | 10               | 9                | 8                | 7                | 6                | 5                | 4                | 3                | 2                | 1                |

In die Wertung kommen alle erzielten Resultate.

## Rennen
| Nr. | Datum              | WM-Lauf                | Strecke                       | Streckenlayout | Läufe      |
| --- | ------------------ | ---------------------- | ----------------------------- | -------------- | ---------- |
| 1   | 9. April           | Frankreich             | Circuit Bugatti               |                | ein Lauf   |
| 2–3 | 18. und 19. Juni   | Kroatien               | Automotodrom Grobnik          |                | zwei Läufe |
| 4–5 | 25. und 26. Juni   | Ungarn                 | Pannonia-Ring                 |                | zwei Läufe |
| 6   | 7. August          | Niederlande            | TT Circuit Assen              |                | ein Lauf   |
| 7–8 | 27. und 28. August | Deutschland            | Motorsport Arena Oschersleben |                | zwei Läufe |
| 9   | 17. September      | Vereinigtes Königreich | Donington Park                |                | ein Lauf   |

### Rennergebnisse Seitenwagen-WM
|   | Datum      | Strecke          | Pole-Position                       | Lauf | Platz 1                              | Platz 2                              | Platz 3                              | Gesamtführung                        |
| - | ---------- | ---------------- | ----------------------------------- | ---- | ------------------------------------ | ------------------------------------ | ------------------------------------ | ------------------------------------ |
| 1 | 09.04.     | Circuit Bugatti  | Sébastian Delannoy / Kevin Rousseau | 1    | Tim Reeves / Grégory Cluze           | Pekka Päivärinta / Kirsi Kainulainen | Markus Schlosser / Thomas Hofer      | Tim Reeves / Grégory Cluze           |
| 2 | 18.–19.06. | Rijeka           | Markus Schlosser / Thomas Hofer     | 1    | Markus Schlosser / Thomas Hofer      | Sébastian Delannoy / Kevin Rousseau  | Pekka Päivärinta / Kirsi Kainulainen | Markus Schlosser / Thomas Hofer      |
| 2 | 18.–19.06. | Rijeka           | Markus Schlosser / Thomas Hofer     | 2    | Markus Schlosser / Thomas Hofer      | Pekka Päivärinta / Kirsi Kainulainen | Sébastian Delannoy / Kevin Rousseau  | Markus Schlosser / Thomas Hofer      |
| 3 | 25.–26.06. | Pannonia-Ring    | Sébastian Delannoy / Kevin Rousseau | 1    | Pekka Päivärinta / Kirsi Kainulainen | Sébastian Delannoy / Kevin Rousseau  | John Holden / Stuart Ramsey          | Pekka Päivärinta / Kirsi Kainulainen |
| 3 | 25.–26.06. | Pannonia-Ring    | Sébastian Delannoy / Kevin Rousseau | 2    | Tim Reeves / Grégory Cluze           | Pekka Päivärinta / Kirsi Kainulainen | Sébastian Delannoy / Kevin Rousseau  | Pekka Päivärinta / Kirsi Kainulainen |
| 4 | 07.08.     | TT Circuit Assen | Tim Reeves / Grégory Cluze          | 1    | Tim Reeves / Grégory Cluze           | Pekka Päivärinta / Kirsi Kainulainen | Markus Schlosser / Thomas Hofer      | Pekka Päivärinta / Kirsi Kainulainen |
| 5 | 27.–28.08. | Oschersleben     | Markus Schlosser / Thomas Hofer     | 1    | Markus Schlosser / Thomas Hofer      | Tim Reeves / Grégory Cluze           | Pekka Päivärinta / Kirsi Kainulainen | Pekka Päivärinta / Kirsi Kainulainen |
| 5 | 27.–28.08. | Oschersleben     | Markus Schlosser / Thomas Hofer     | 2    | Tim Reeves / Grégory Cluze           | Pekka Päivärinta / Kirsi Kainulainen | Sébastian Delannoy / Kevin Rousseau  | Pekka Päivärinta / Kirsi Kainulainen |
| 6 | 17.09.     | Donington Park   | Tim Reeves / Grégory Cluze          | 1    | Tim Reeves / Grégory Cluze           | Pekka Päivärinta / Kirsi Kainulainen | Sébastian Delannoy / Kevin Rousseau  | Pekka Päivärinta / Kirsi Kainulainen |

### Rennergebnisse Sidecar F2 World Trophy
|   | Datum      | Strecke          | Pole-Position                       | Lauf | Platz 1                        | Platz 2                                   | Platz 3                                   | Gesamtführung                  |
| - | ---------- | ---------------- | ----------------------------------- | ---- | ------------------------------ | ----------------------------------------- | ----------------------------------------- | ------------------------------ |
| 1 | 09.04.     | Circuit Bugatti  | Sébastian Delannoy / Kevin Rousseau | 1    | Ben Birchall / Thomas Birchall | Gérard Causse / Freddy Lelubez            | Michael Grabmüller / Sophia Kirchhofer    | Ben Birchall / Thomas Birchall |
| 2 | 18.–19.06. | Rijeka           | Markus Schlosser / Thomas Hofer     | 1    | Ben Birchall / Thomas Birchall | Günther Bachmaier / Manfred Wechselberger | Eckhart Rösiger / Steffen Werner          | Ben Birchall / Thomas Birchall |
| 2 | 18.–19.06. | Rijeka           | Markus Schlosser / Thomas Hofer     | 2    | Ben Birchall / Thomas Birchall | Michael Grabmüller / Sophia Kirchhofer    | Günther Bachmaier / Manfred Wechselberger | Ben Birchall / Thomas Birchall |
| 3 | 25.–26.06. | Pannonia-Ring    | Sébastian Delannoy / Kevin Rousseau | 1    | Ben Birchall / Thomas Birchall | Michael Grabmüller / Sophia Kirchhofer    | Günther Bachmaier / Manfred Wechselberger | Ben Birchall / Thomas Birchall |
| 3 | 25.–26.06. | Pannonia-Ring    | Sébastian Delannoy / Kevin Rousseau | 2    | Ben Birchall / Thomas Birchall | Michael Grabmüller / Sophia Kirchhofer    | Günther Bachmaier / Manfred Wechselberger | Ben Birchall / Thomas Birchall |
| 4 | 07.08.     | TT Circuit Assen | Tim Reeves / Grégory Cluze          | 1    | Ben Birchall / Thomas Birchall | Remy Guignard / Frederique Poux           | Eckhart Rösiger / Steffen Werner          | Ben Birchall / Thomas Birchall |
| 5 | 27.–28.08. | Oschersleben     | Markus Schlosser / Thomas Hofer     | 1    | Ben Birchall / Thomas Birchall | Michael Grabmüller / Sophia Kirchhofer    | Eckhart Rösiger / Steffen Werner          | Ben Birchall / Thomas Birchall |
| 5 | 27.–28.08. | Oschersleben     | Markus Schlosser / Thomas Hofer     | 2    | Ben Birchall / Thomas Birchall | Michael Grabmüller / Sophia Kirchhofer    | Günther Bachmaier / Manfred Wechselberger | Ben Birchall / Thomas Birchall |
| 6 | 17.09.     | Donington Park   | Tim Reeves / Grégory Cluze          | 1    | Ben Birchall / Thomas Birchall | Remy Guignard / Frederique Poux           | Günther Bachmaier / Manfred Wechselberger | Ben Birchall / Thomas Birchall |

## Gesamtwertung

### Fahrerwertung Seitenwagen-WM
| Pos. | Fahrer                 | Beifahrer               | Maschine     | FRA | CRO | CRO | HUN | HUN | NED | DEU | DEU | GBR | Punkte |
| Pos. | Fahrer                 | Beifahrer               | Maschine     |     | R1  | R2  | R1  | R2  |     | R1  | R2  |     |        |
| ---- | ---------------------- | ----------------------- | ------------ | --- | --- | --- | --- | --- | --- | --- | --- | --- | ------ |
| 1    | Pekka Päivärinta       | Kirsi Kainulainen       | LCR-BMW      | 2   | 3   | 2   | 1   | 2   | 2   | 3   | 2   | 2   | 177    |
| 2    | Tim Reeves             | Grégory Cluze           | LCR-Yamaha   | 1   | 13  | 5   | DNF | 1   | 1   | 2   | 1   | 1   | 159    |
| 3    | Sébastian Delannoy     | Kevin Rousseau          | LCR-Suzuki   | 5   | 2   | 3   | 2   | 3   | 5   | 4   | 3   | 3   | 139    |
| 4    | Markus Schlosser       | Thomas Hofer            | LCR-Suzuki   | 3   | 1   | 1   | DNF | 4   | 3   | 1   | DNF |     | 120    |
| 5    | Bennie Streuer         | Geert Koerts            | LCR-Suzuki   | 7   | 4   | 6   | DNF | 5   | 4   | 5   | 4   | 6   | 90     |
| 6    | Mike Roscher           | Anna Burkard            | LCR-BMW      | DNF | 6   | 8   | 4   | 6   | 6   | 7   | 5   | 5   | 82     |
| 7    | John Holden            | Stuart Ramsay           | LCR-Suzuki   | 12  | 7   | 4   | 3   | DNF | DNF | 6   | 6   | 4   | 75     |
| 8    | Brian Gray             | Adam Christie           | LCR-Yamaha   | DNS | 10  | 11  | 6   | DNF | 9   | 9   | 8   | 7   | 52     |
| 9    | Jakob Rutz             | Marcel Fries            | LCR-Yamaha   | 17  | 8   | 7   | DNF | 7   | 16  | 11  | 9   | 8   | 46     |
| 10   | Billy Gällros          | Gerard Daalhuizen       | LCR-Suzuki   | 9   | 5   | 9   | 5   | 8   |     |     |     |     | 44     |
| 11   | Oliver Dichamp         | Vincent Peugeot         | LCR-Suzuki   | 8   | 9   | 10  |     |     | 10  | 8   | 7   |     | 44     |
| 12   | Philippe Gallerne      | Helen Deeley            | RCN-Suzuki   | 16  | 12  | DNF | DNS | 9   | 20  | DNF | DNF | 10  | 47     |
| 13   | Peter Kimeswenger      | Markus Billich          | LCR-BMW      | 11  |     |     |     |     | 18  | DNF | 11  | 9   | 17     |
| 14   | Sean Hegarty           | James Neave             | LCR-Suzuki   | 4   | DNF | DNF | DNF | DNF |     |     |     |     | 13     |
| 15   | Jean-Philippe Brunazzi | Michael Rigondeau       | LCR-Suzuki   | 13  |     |     |     |     | 17  | 12  | 10  |     | 13     |
| 16   | Hilbert Talens         | Remco Moes              | LCR-Suzuki   |     |     |     |     |     | 11  | 13  | 12  |     | 12     |
| 17   | Manuel Moreau          | Stephane Gadet          | LCR-Suzuki   | 6   |     |     |     |     |     |     |     |     | 10     |
| 18   | Kees Endeveld          | Jeroen Remmé            | LCR-Kawasaki |     |     |     |     |     | 7   |     |     |     | 9      |
| 19   | Kees Kentrop           | Danny De Haas Kamerbeek | LCR-Kawasaki |     |     |     |     |     | 8   |     |     |     | 8      |
| 20   | Tomas Axelsson         | Artis Neilands          | ART-Suzuki   | 15  | 11  | DNF |     |     | 19  | 14  | DNF |     | 8      |
| 21   | Peter Schröder         | Denise Werth            | LCR-Suzuki   |     |     |     |     |     |     | 10  | DNF |     | 6      |
| 22   | Lukas Wyssen           | Oliver Chabloz          | LCR-Kawasaki | 10  |     |     |     |     |     |     |     |     | 6      |
| 23   | Wiggert Kranenburg     | Jeroen Schmitz          | LCR-Yamaha   |     |     |     |     |     | 12  |     |     |     | 4      |
| 24   | Tassilo Gall           | Arjen Portijk           | LCR-Suzuki   |     |     |     |     |     | 13  |     |     |     | 3      |
| 25   | Christian Ruppert      | Ueli Wäfler             | LCR-Yamaha   |     |     |     |     |     | 14  | DNS | DNS |     | 2      |
| 26   | Claude Vinet           | Cyril Vinet             | LCR-Suzuki   | 14  |     |     |     |     |     |     |     |     | 2      |
| 27   | Michael Ouger          | Felix Charlot           | LCR-Suzuki   |     |     |     |     |     | 15  |     |     |     | 1      |
|      | Andrew Peach           | Charlie Richardson      | LCR-Kawasaki | DNF |     |     |     |     |     |     |     |     | 0      |
|      | Josef Sattler          | Uwe Neubert             | LCR-BMW      |     | DNF | DNS |     |     |     |     |     |     | 0      |
|      | John Smits             | Jeffrey Verhagen        | RCN-Yamaha   |     |     |     |     |     | DNF | DNF | DNS |     | 0      |

| Farbe         | Bedeutung                               |
| ------------- | --------------------------------------- |
| Gold          | Sieger                                  |
| Silber        | 2. Platz                                |
| Bronze        | 3. Platz                                |
| Grün          | Platzierung in den Punkten              |
| Blau          | Klassifiziert außerhalb der Punkteränge |
| Violett       | Rennen nicht beendet (DNF)              |
| Violett       | nicht klassifiziert (NC)                |
| Rot           | nicht qualifiziert (DNQ)                |
| Schwarz       | disqualifiziert (DSQ)                   |
| Weiß          | nicht am Start (DNS)                    |
| Weiß          | zurückgezogen (WD)                      |
| Weiß          | Rennen abgesagt (C)                     |
| ohne Farbe    | nicht am Training teilgenommen (DNP)    |
| ohne Farbe    | verletzt oder krank (INJ)               |
| ohne Farbe    | ausgeschlossen (EX)                     |
| ohne Farbe    | nicht erschienen (DNA)                  |
| fett          | Pole-Position                           |
| kursiv        | Schnellste Rennrunde                    |
| unterstrichen | WM-Führung                              |
| hochgestellt  | Platzierung im Sprintrennen             |

### Fahrerwertung Sidecar F2 World Trophy
| Pos. | Fahrer             | Beifahrer             | Maschine     | Punkte |
| ---- | ------------------ | --------------------- | ------------ | ------ |
| 1    | Ben Birchall       | Thomas Birchall       | LCR-Honda    | 225    |
| 2    | Günther Bachmaier  | Manfred Wechselberger | LCR-Suzuki   | 126    |
| 3    | Michael Grabmüller | Sophia Kirchhofer     | LCR-Yamaha   | 116    |
| 4    | Eckart Rösinger    | Steffen Werner        | Baker-Suzuki | 111    |
| 5    | Tony Baker         | Fiona Baker-Milligan  | Baker-Suzuki | 93     |
| 6    | Jean-Claude Deroo  | Flavien Burton        | LCR-Suzuki   | 41     |
| 7    | Remy Guignard      | Frederique Poux       | SGR-Honda    | 40     |
| 8    | Gérald Causse      | Freddy Lelubez        | Baker-Suzuki | 20     |
| 9    | Dave Molyneux      | Daniel Sayle          | DMR-Honda    | 11     |